# 欢欣岭水库
欢欣岭水库，位于中国吉林省四平市伊通满族自治县大孤山镇、杨树河上的一座中型水库。始建于1956年，1968年扩建，2006年进行除险加固。水库设计库容2350万立方米，防洪库容933万立方米，兴利库容1397万立方米，设计灌溉面积1.6万亩。